# Ultra Music Festival
Ultra Music Festival (UMF) — ежегодный фестиваль электронной танцевальной музыки, который проводится в марте в городе Майами, штат Флорида, США. Является одним из крупнейших фестивалей в мире.

## История
Ultra Music Festival основан в 1999 году Расселлом Фэйбишем и Алексом Омсом, назван в честь альбома Depeche Mode 1997 года Ultra.
Проводится в центре Майами в Бэйфронт-парке. В 1999—2006 годах фестиваль был однодневным, в 2007—2010 годах двухдневным, с 2011 года проводится в три дня, с пятницы по воскресенье, в марте. В 2016 году фестиваль посетили 165 000 человек.

### 2018
27 сентября 2018 года члены комиссии Майами единогласно проголосовали против разрешения проведения фестиваля в Бэйфронт-парке, сославшись на жалобы жителей окрестных домов, и шум исходящий от фестиваля.
В ноябре 2018 года организаторы фестиваля предложили перенести Ультру на остров Вирджиния-Ки, используя при этом в качестве площадки парк Вирджиния-Ки-Бич и близлежащие районы. Предложение организаторов фестиваля было встречено сопротивлением со стороны официальных лиц в Ки Бискейн. 15 ноября 2018 года члены Комиссии Майами единогласно проголосовали за разрешение проведения фестиваля на острове Вирджиния-Ки.

### 2019—2021
В 2020 и 2021 годах фестиваль был отменён из-за распространения коронавирусной инфекции COVID-19. В 2020 году фестиваль был проведён в онлайн-формате.

## Посещаемость
| Год       | Посещаемость | Место                           |
| --------- | ------------ | ------------------------------- |
| 1999—2000 | 10 000       | Майами-Бич                      |
| 2001      | 21 000       | Бэйфронт-парк                   |
| 2002      | 21 500       | Бэйфронт-парк                   |
| 2003      | 25 000       | Бэйфронт-парк                   |
| 2004      | 35 000       | Бэйфронт-парк                   |
| 2005      | 48 000       | Бэйфронт-парк                   |
| 2006      | 40 000       | Парк Двухсотлетия               |
| 2007      | 50 000       | Парк Двухсотлетия               |
| 2008      | 70 000       | Парк Двухсотлетия               |
| 2009      | 85 000       | Парк Двухсотлетия               |
| 2010      | 93 000       | Парк Двухсотлетия               |
| 2011      | 100 000      | Парк Двухсотлетия               |
| 2012      | 165 000      | Бэйфронт-парк                   |
| 2013      | 330 000      | Бэйфронт-парк                   |
| 2014      | 165 000      | Бэйфронт-парк                   |
| 2015      | 165 000      | Бэйфронт-парк                   |
| 2016      | 165 000      | Бэйфронт-парк                   |
| 2017      | 165 000      | Бэйфронт-парк                   |
| 2018      | 165 000      | Бэйфронт-парк                   |
| 2019      | 170 000      | Вирджиния-Ки                    |
| 2020      |              | Отменён из-за пандемии COVID-19 |
| 2021      |              | Отменён из-за пандемии COVID-19 |
| 2022      | 165 000      | Бэйфронт-парк                   |
| 2023      | 165 000      | Бэйфронт-парк                   |

## Ultra Worldwide
Ultra Worldwide (рус. Ультра во всём мире) — ежегодный фестиваль, проводимый в разных странах мира.
Организаторы представили Ultra Worldwide в 2008 году. Первой страной стала Бразилия — Ultra Brasil, которая прошла в Сан-Паулу. Ныне проводится в Рио-де-Жанейро. Кроме основной площадки в Майами (США), фестиваль также проводится в таких городах, как Сплит и Хвар (Хорватия), Шанхай (Китай), Кута (Индонезия), Токио (Япония), Мехико (Мексика), Рио-де-Жанейро (Бразилия), Йоханнесбург и Кейптаун (Южно-Африканская Республика), Сеул (Республика Корея), Сингапур, Дели и Мумбаи (Индия), Тайбэй (Тайвань), Манила (Филиппины), Западный Коулун (Гонконг), Бангкок (Таиланд), Буэнос-Айрес (Аргентина), Лима (Перу), Сантьяго (Чили), Санта-Крус-де-ла-Сьерра (Боливия), Асунсьон (Парагвай), Сан-Хуан (Пуэрто-Рико).
В июле 2013 года организаторы фестиваля представили Ultra Europe, которая проводится в Хорватии.

### Комментарии
1. ↑  В 2013 году посещаемость отражает 15-ю годовщину фестиваля, в которую он проводился в течение двух уик-эндов подряд.